# NGC 7414
NGC 7414 (другие обозначения — PGC 70008, NPM1G +12.0575, PGC 94273) — линзообразная галактика (S0) в созвездии Пегас.
Этот объект входит в число перечисленных в оригинальной редакции «Нового общего каталога».